# Via dei Cessati Spiriti
Via dei Cessati Spiriti è una strada di Roma, formatasi in seguito alla rettifica del percorso di via Appia Nuova, avvenuta negli anni quaranta del XX secolo.

## Storia
Già nel XVI secolo l'area della valle della Caffarella a ridosso della via Latina, dove questa incontrava l'originale tracciato della via Appia Nuova, era chiamata "delli Spiriti", per via di incontri notturni non graditi.
Si racconta, infatti, che molti viandanti si fermavano con il loro carro e il cavallo per mangiare e riposare in una vecchia osteria lì presente. Usciti dall'osteria, non trovavano più né il loro carro né i loro cavalli.
A seguito dei molti furti, ai rumori che si sentivano di notte e al fatto che mai nessuno riuscì a vedere chi compisse tali furti, si attribuì la responsabilità agli spiriti che infestavano la valle.
La leggenda sopravvisse fino al XIX secolo quando, per cacciare tali 'spiriti', fu posta una statuetta della Madonna sul fronte di una palazzina.
La fine dei furti di carri e cavalli fece spargere la voce che gli spiriti fossero 'cessati' e un'osteria del luogo prese perciò il nome di "Osteria dei Cessati Spiriti".
Il 2 luglio 1910 Adriano Bennicelli, soprannominato Il conte Tacchia, dopo aver deciso di presentarsi alle elezioni per la Camera dei Deputati nelle liste del Partito Liberale, convocò, tramite l'ausilio dell'affissione di una grossa quantità di manifesti, un comizio elettorale presso l'Osteria dei Cessati Spiriti. Tuttavia, la partecipazione della gente fu scarsa e questo non gli permise di essere eletto per l'esiguità dei voti ottenuti.
La statuetta della Madonna fu distrutta a sassate nel 1989.

### La fonderia Bruni ai Cessati Spiriti

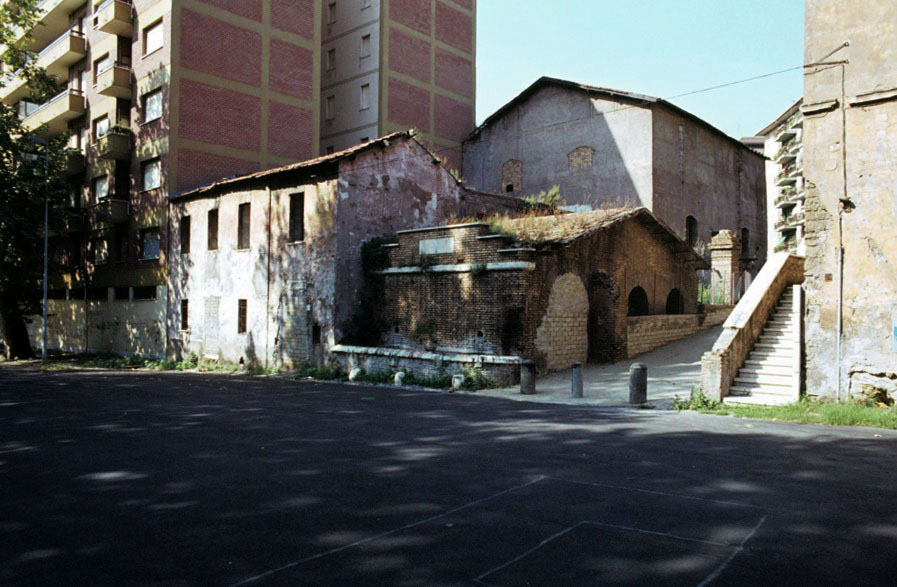
Ruderi dell'osteria, l'abbeveratoio, il fienile e Fonderia Bruni ai Cessati Spiriti costruita nel 1890

Nel 1890 si trasferisce nella strada, dalla sede di via Tiburtina, la fonderia Bruni, come attesta la targa di marmo presente sopra l'abbeveratoio; la ditta opererà nel campo della fusione statuaria sino alla cessazione dell'attività nel 1965.
L'edificio abbandonato e danneggiato, privo di manutenzione e destinazione d'uso, è apparso, negli anni, come un rudere di archeologia industriale in pericolo di crollo fino alla fine del 2018. Nel corso del 2019 il complesso comprendente i due edifici ha visto l'inizio dei lavori di restauro e ristrutturazione, finalizzati alla realizzazione di loft e appartamenti.

## Denominazione

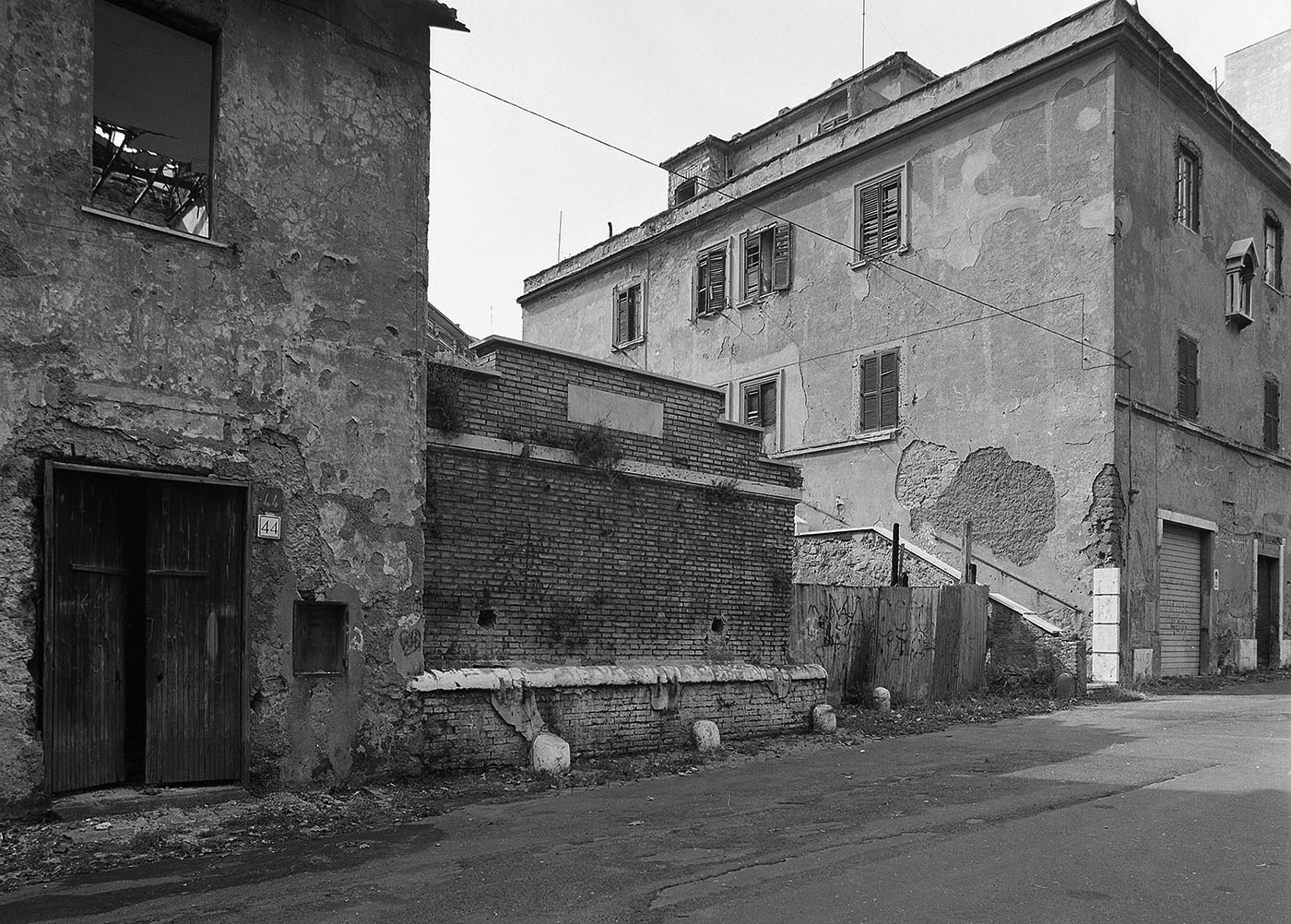
L'ingresso dell'osteria, l'abbeveratoio del 1890 e la locanda dei Cessati Spiriti in una foto del 1983

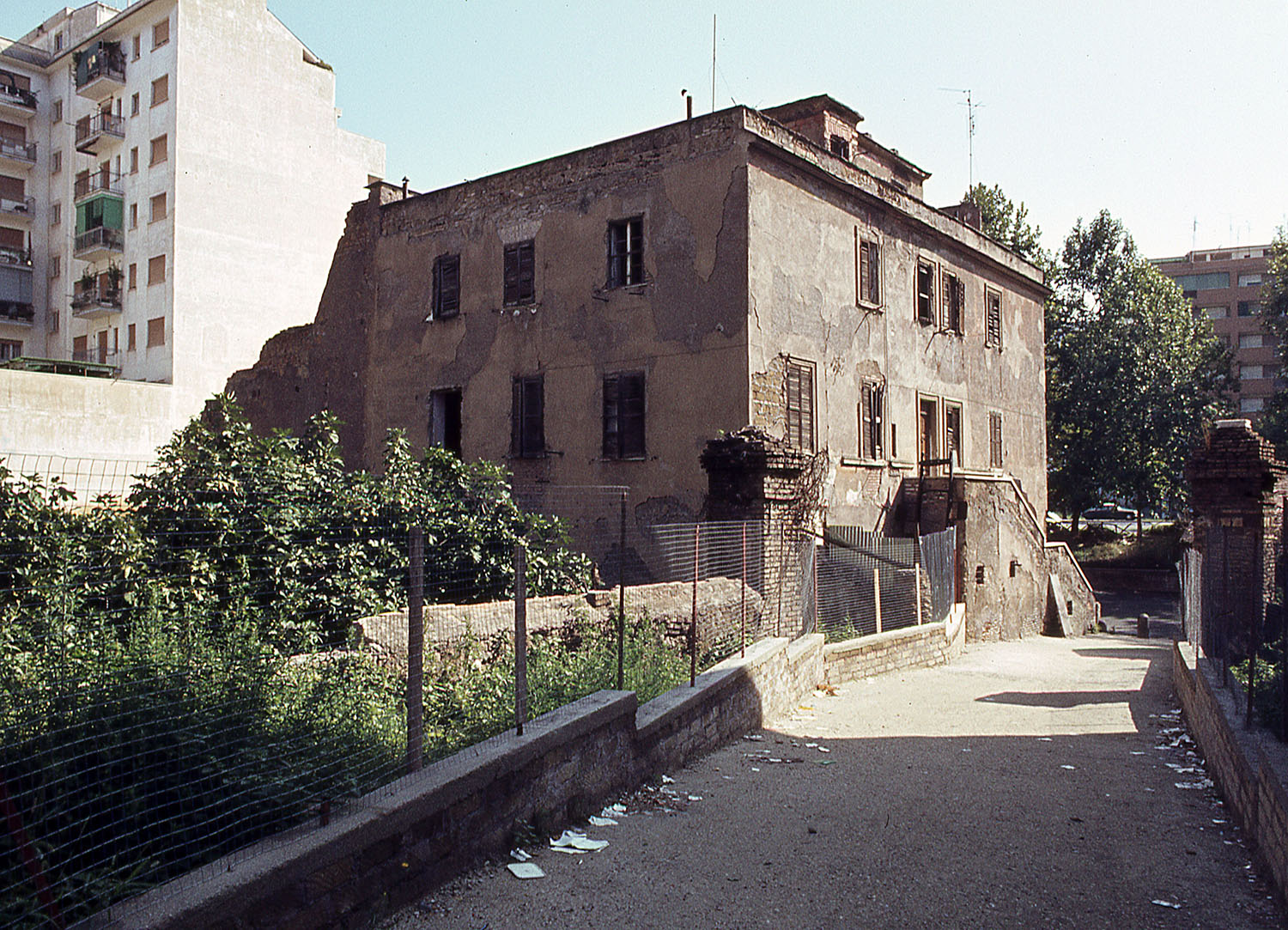
La vecchia locanda nel 1983

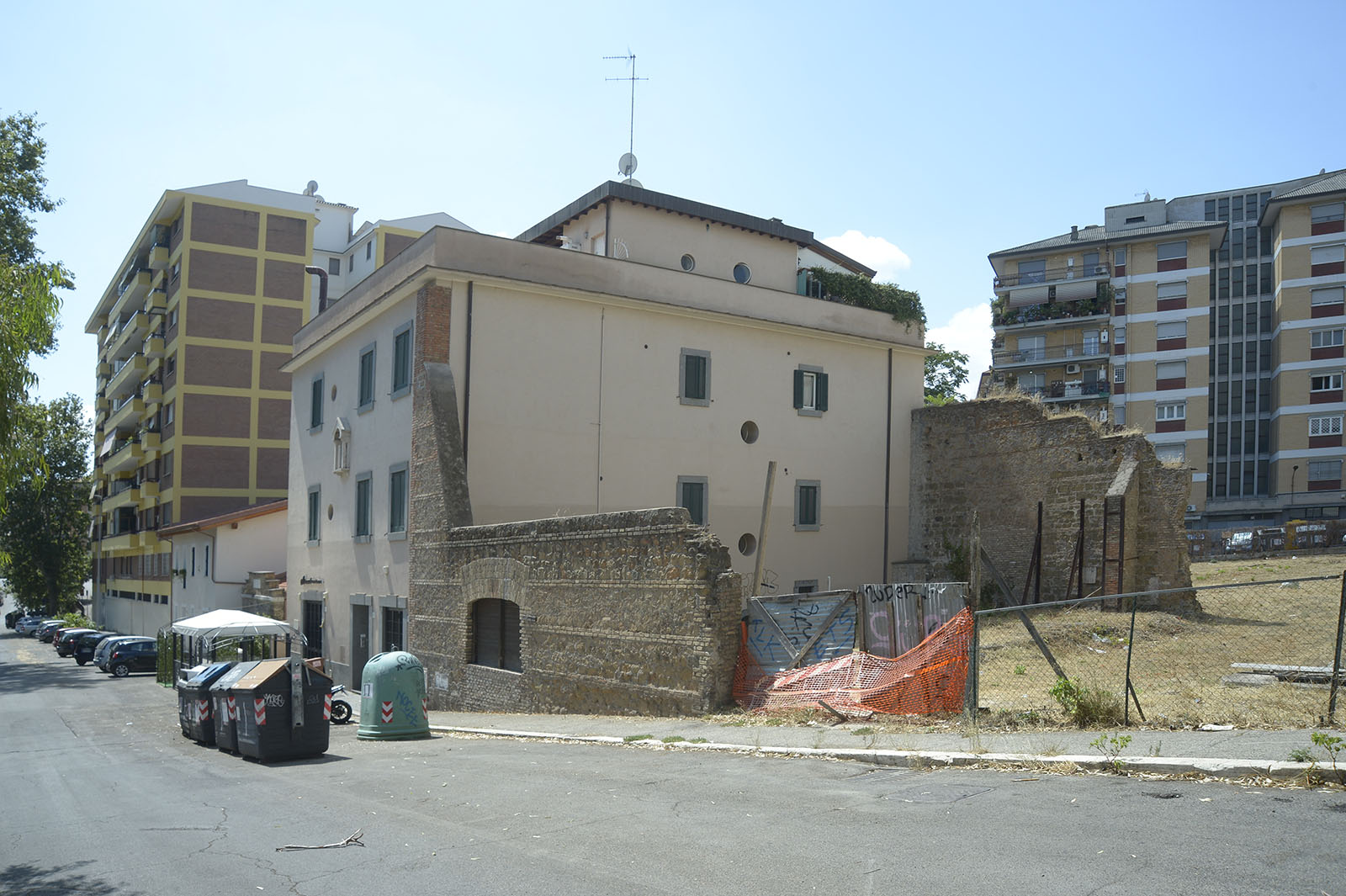
Gli edifici dopo i restauri del 2018 2022

La nuova strada è stata intitolata "via dei Cessati Spiriti" con delibera della Giunta Municipale n. 14 del 2 febbraio 1945, che riporta:
«Il tratto di Via Appia Nuova che, in seguito alla rettifica del percorso di detta strada, è venuto a formare una strada a sé stante che, dipartendosi da Via Appia Nuova, quasi di fronte al Motovelodromo, e precisamente al numero civico 618, va a raggiungere nuovamente la stessa Via Appia Nuova alla località Arco di Travertino.»
L'odonomastica romana così descrive il nome: "Dai malandrini e persone di malaffare che infestavano la zona".

## Nella cultura popolare
La strada compare nel film La dolce vita, nella scena in cui Marcello e Maddalena accompagnano, con l'automobile, la prostituta Ninni alla sua casa.